# Daltonia brasiliensis
Daltonia brasiliensis är en bladmossart som beskrevs av Mitten 1869. Daltonia brasiliensis ingår i släktet Daltonia och familjen Daltoniaceae. Inga underarter finns listade i Catalogue of Life.